# Cúpula pentagonal
En geometría, la cúpula pentagonal es uno de los sólidos de Johnson (J5). Puede obtenerse cortando un rombicosidodecaedro.
Los 92 sólidos de Johnson fueron nombrados y descritos por Norman Johnson en 1966.
La cúpula pentagonal consta de 5 triángulos equiláteros, 5 cuadrados, 1 pentágono, y 1 decágono. 

Cúpula pentagonal

## Fórmulas
- El área de la cúpula pentagonal de lado {\displaystyle L} es

{\displaystyle A={\frac {L^{2}}{4}}\cdot \left(20+5{\sqrt {3}}+{\sqrt {725+310{\sqrt {5}}}}\right)\approx L^{2}\cdot 16.57975}
- El volumen de la cúpula pentagonal de lado {\displaystyle L} es

{\displaystyle V={\frac {L^{3}}{6}}\cdot (5+4{\sqrt {5}})\approx L^{3}\cdot 2.32405}
- La altura de la cúpula pentagonal de lado {\displaystyle L} es

{\displaystyle h=L\cdot {\sqrt {\frac {5-{\sqrt {5}}}{10}}}\approx L\cdot 0.52573}
- El circunradio de la cúpula pentagonal de lado {\displaystyle L} es

{\displaystyle R=L\cdot \left({\frac {1}{2}}{\sqrt {11+4{\sqrt {5}}}}\right)\approx L\cdot 2.23295}